# Жемський сільський округ
Же́мський сільський округ (каз. Жем ауылдық округі, рос. Жемский сельский округ) — адміністративна одиниця у складі Жилиойського району Атирауської області Казахстану. Адміністративний центр — село Тургизба.
Населення — 3441 особа (2021; 3144 у 2009, 2864 у 1999, 2619 у 1989).
Станом на 1989 рік існувала Калінінська сільська рада (села Аккудук, Караша, Койсари, Тургизба), з 1993 року — Жемський сільський округ. 2013 року ліквідовано село Аккудик.

## Склад
До складу округу входять такі населені пункти:
| Населений пункт | Колишні назви | Населення, осіб (1989) | Населення, осіб (1999) | Населення, осіб (2009) | Населення, осіб (2021) |
| --------------- | ------------- | ---------------------- | ---------------------- | ---------------------- | ---------------------- |
| Караша, село    | -             | 340                    | 179                    | 146                    | 28                     |
| Койсари, село   | -             | 265                    | 100                    | 106                    | 16                     |
| Тургизба, село  | -             | 1798                   | 2483                   | 2846                   | 3397                   |
| --Аккудик, село | Аккудук       | 216                    | 102                    | 46                     | -                      |